# Route nationale 6 (Vietnam)
Pour les articles homonymes, voir Route nationale 6.
La route nationale 6 (vietnamien : Quốc lộ 6) est une route nationale au Vietnam.

## Parcours
La route nationale 6 relie la capitale Hanoï aux provinces du nord-ouest du Vietnam. 
Sa longueur totale est de 478 km. Elle traverse Hanoï et les provinces de Hòa Bình, Sơn La et Điện Biên.